# La Llorona (película de 1933)
La Llorona es una película de terror sobrenatural mexicana de 1933, dirigida por Ramón Peón, y escrita por A. Guzmán Aguilera, Carlos Noriega Hope y Fernando de Fuentes. Está protagonizada por Ramón Pereda, Virginia Zurí, Adriana Lamar, y Carlos Orellana. Es considerada como la primera película de terror mexicana.

## Argumento
La película habla sobre una maldición que aqueja a una familia, ya que sus primogénitos fallecen al cumplir 4 años de edad.

## Reparto
- Ramón Pereda como Dr. Ricardo de Acuña / Capitán Diego de Acuña.
- Virginia Zurí como Ana María de Acuña.
- Carlos Orellana como Mario, criado.
- Adriana Lamar como Ana Xiconténcatl.
- Alberto Martí como Rodrigo de Cortés, Marqués del Valle.
- Esperanza del Real como Nana Goya.
- Paco Martínez como Don Fernando de Moncada.
- María Luisa Zea como Doña Marina - La Malinche.
- Alfredo del Diestro como Jefe de policía.
- Conchita Gentil Arcos como Criada.
- Antonio R. Frausto como Francisco, criado.
- Victoria Blanco
- Manuel Dondé

## Producción
En la década de 1930, comenzó un ciclo de películas de terror. La Llorona fue una de las 21 películas sonoras creadas en México en 1933. La historia de la película se basa en la de la Llorona, un personaje del folclore hispano que llora a sus hijos muertos.

## Lanzamiento
La Llorona se estrenó en México el 25 de mayo de 1933.

## Legado
Tras el estreno de La Llorona, Guillermo Calles fue seleccionado para dirigir el cortometraje La Chillona, una parodia de La Llorona. Todo lo que queda de esta película son ilustraciones de una revista y un cartel de lobby que anuncia un programa en el Cinelandia Theatre.